# Walter Morgan
Walter Thomas James Morgan (* 5. Oktober 1900 in Ilford, London; † 10. Februar 2003 in Cheam, London) war ein britischer Biochemiker, bekannt für die Aufklärung chemischen Natur der Blutgruppen-Antigene.
Morgan verließ mit 16 Jahren die Schule und arbeitete als Techniker in einem Gaswerk und danach als Chemiker in der staatlichen Herstellung synthetischer Treibstoffe. Im Ersten Weltkrieg war er in der Royal Navy und studierte dann mit einem staatlichen Stipendium Chemie an der Universität London mit dem Bachelorabschluss 1922.
Ab 1925 war er auf Einladung des Biochemieprofessors und Nobelpreisträgers Arthur Haden am Lister Institute for Preventive Medicine, wo er den Rest seiner beruflichen Laufbahn blieb und ab 1928 fest angestelltes Institutsmitglied war. 1927 wurde er bei Haden mit einer Arbeit aus der Biochemie von Kohlenhydraten promoviert (PhD). Ab 1929 war er in der Abteilung Immunologie des Instituts in Elstree (Herfortshire), wo er Polysaccharid-haltige Antigene von Bakterien und deren Endotoxine, gegen die Impfstoffe entwickelt wurden, untersuchte und neue analytische chemische Verfahren entwickelte. Sein mit Leslie Elson entwickeltes Verfahren der Messung der Anteile von Hexosaminen, publiziert 1933/34, wurde zu einem Standardverfahren. 1936 war er mit einem Rockefeller-Stipendium bei Tadeusz Reichstein an der ETH Zürich um sich in organischer Chemie fortzubilden und erwarb im selben Jahr einen D.Sc. der Universität London.
1938 war er wieder am Lister Institut, wo er ab 1940 eine Forschungsgruppe zur Untersuchung der Blutgruppen-Antigene aufbaute. Zur Gruppe gehörte auch ab 1942  Winifred Watkins, mit der er danach eng zusammenarbeitete. Die vollständige Charakterisierung der beteiligten Glykoproteine zog sich bis 1967 hin. Morgan war 1941 bis zu seinem Ruhestand 1968 Leiter der Biochemie am Lister Institut und ab 1951 Professor an der Universität London, an der er schon seit 1938 Reader in Biochemie war. Er blieb als Wissenschaftler dort auch nach seinem Ruhestand aktiv und übernahm 1972 bis zu dessen Schließung 1975 die Leitung des zur Abwicklung vorgesehenen Lister Instituts. Von 1977 bis 1989 arbeitete er weiter als Forscher am Medical Research Council Clinical Research Center des Northwick Park Hospital, wieder in Zusammenarbeit mit Winifred Watkins.

## Ehrungen und Mitgliedschaften
- 1949 Fellow der Royal Society, deren Rat er 1956 bis 1958 angehörte und deren Vizepräsident er 1961 bis 1964 war.
- 1958 war er Plenarsprecher auf der Versammlung der Gesellschaft Deutscher Naturforscher und Ärzte.
- 1959 Commander of the British Empire (CBE)
- 1959 Croonian Lecture der Royal Society
- 1965 Conway Evans Preis der Royal Society und des Royal College of Physicians
- 1967 Karl Landsteiner Memorial Award der American Society of Blood Banks mit Winifred Watkins
- 1968 Paul-Ehrlich-und-Ludwig-Darmstaedter-Preis.
- 1968 Royal Medal der Royal Society
- 1990 Phillip Levine Award der American Society of Clinical Pathologists  mit Winifred Watkins.

Er war Ehrendoktor der University of Michigan (1969) und der Universität Basel (1964) und Ehrenmitglied der Academy of Medical Sciences (2000), des Royal College of Physicians, der British Blood Transfusion Society, der Biochemical Society, der International Endotoxin Society und der International Society of Blood Transfusion.